# 紙すき恋歌
『紙すき恋歌'』（かみすきこいうた）は宝塚歌劇団のミュージカル作品。月組公演。
形式名は「ミュージカル・プレイ」。6場。
併演作品は『バレンシアの熱い花』。

## 解説
※『宝塚歌劇100年史（舞台編）』の宝塚大劇場公演のページを参照。
宝塚から北西5キロの地点にある名塩に住んだとされる東山弥右衛門（演：瀬戸内美八）を題材とした作品。
16世紀後半、彼は村の貧窮を救うため、越前五箇所村に入り込んで紙すきの秘宝を盗んだとされる。

## 物語
※『宝塚歌劇100年史（舞台編）』の宝塚大劇場公演のページを参照。
身分を隠して五箇所村の御紙屋にもぐり込んだ弥右衛門は、その人物を見込んだ店の主人に、娘の婿になってほしいと頼まれ、悩む。紙すきの秘宝を習得するには好都合な話であったが、彼には故郷に恋人がいた。

## 公演期間と公演場所
- 1976年11月12日 - 12月5日　宝塚大劇場[1]
- （東京宝塚劇場未公演）

## スタッフ
- 作・演出：大関弘政[1]
- 音楽：中元清純[2]
- 音楽指揮：十時一夫[2]
- 振付：渡辺武雄[2]
- 装置：石浜日出雄[2]
- 衣装：小西松茂[2]、中川菊枝[2]
- 照明：今井直次[3]
- 音響・録音：松永浩志[3]
- 小道具：万波一重[3]
- 効果：扇野信夫[3]
- 合唱指導：十時一夫[3]
- 演出助手：太田哲則[3]
- 制作：橋本雅夫[3]